# Wiertnia

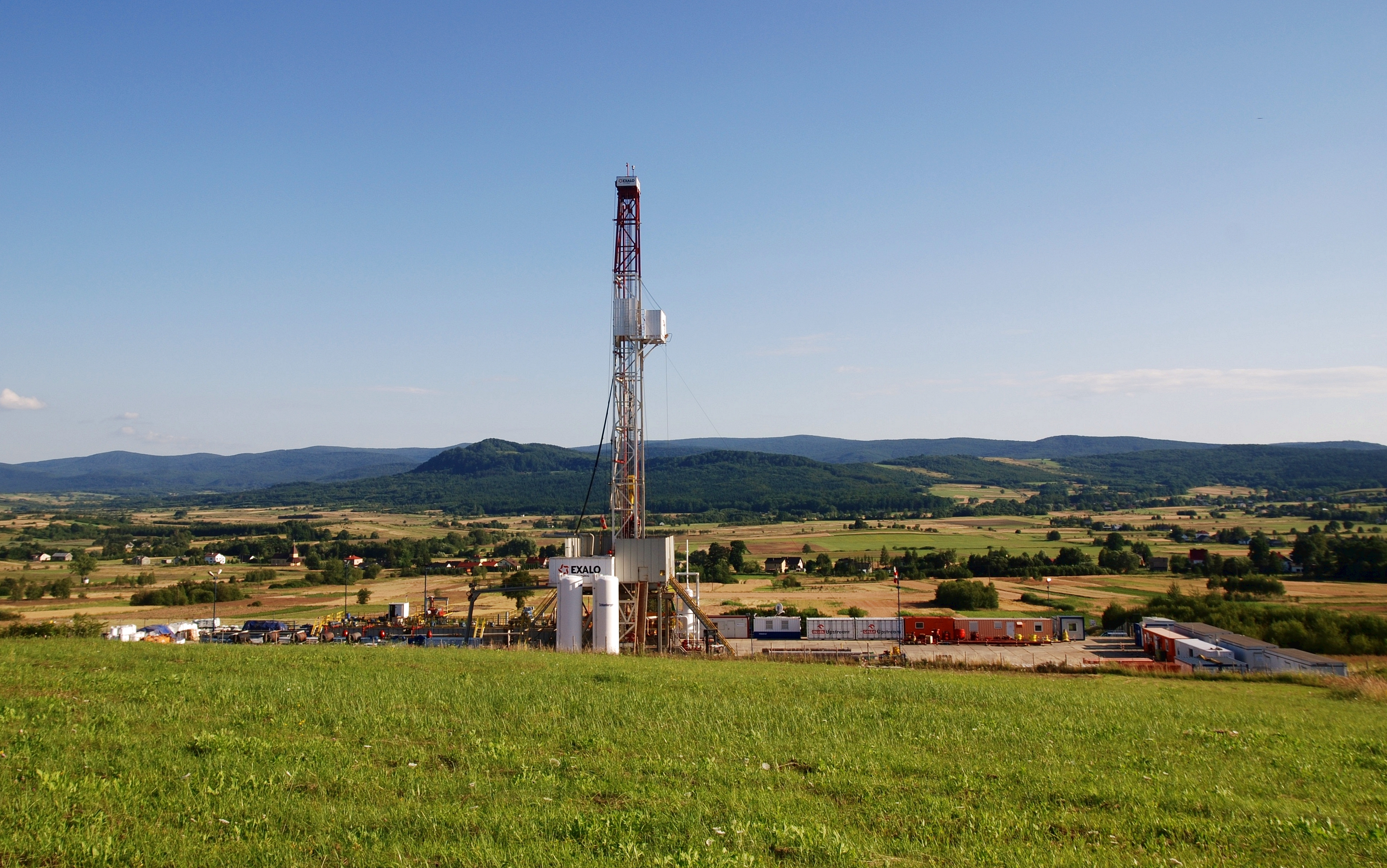
Wiertnia Pasieki-OU1 w Osobnicy

Wiertnia – urządzenia i zabudowania otaczające miejsce wykonywania otworu wiertniczego.

## Elementy wiertni
- wieża wiertnicza,
- głowica przeciwerupcyjna wraz z osprzętem,
- maszynownia, w której znajdują się agregaty prądotwórcze oraz silniki napędzające urządzenia wiertni,
- rozdzielnia energii elektrycznej,
- zbiorniki płuczkowe,
- pompy płuczkowe,
- rurociągi płuczkowe,
- dół płuczkowy,
- warsztaty mechanika i elektryka,
- pomieszczenia biurowe, mieszkalne i gospodarcze.

## Metody wierceń
- udarowa,
  - ze względu na rodzaj napędu
    - maszynowa
    - ręczna

  - ze względu na rodzaj przewodu
    - z przewodem żerdziowym
    - z przewodem liniowym
- obrotowa 
  - wrzecionowa
  - stołowa
  - z wgłębnym napędem
  - z bocznym lub górnym napędem
- okrętna
  - maszynowa
  - ręczna,
- ślimakowa,
- udarowo-linowa,
- okrętna płuczkowa prosta albo odwrotna,
- udarowo obrotowa.